# Ólbia-Tempio
A província de Ólbia-Tempio foi, entre 2005 e 2016, uma província italiana da região de Sardenha com cerca de 137 124 habitantes, densidade de 40,71 hab/km². Está dividida em 26 comunas, sendo a capital Ólbia e Tempio Pausania.
As 26 comunas atribuídas a esta nova província eram, segundo a lei regional nº 9 de 12 de julho de 2001:
- provindas da província de Sassari (23): Aggius, Aglientu, Alà dei Sardi, Arzachena, Berchidda, Bortigiadas, Buddusò, Calangianus, Golfo Aranci, La Maddalena, Loiri Porto San Paolo, Luogosanto, Luras, Monti, Ólbia, Oschiri, Padru, Palau, Sant'Antonio di Gallura, Santa Teresa Gallura, Telti, Tempio Pausania, Trinità d'Agultu e Vignola;
- provindas da província de Nuoro (2): Budoni e San Teodoro.[3][4][5]

Com a lei regional nº 10 de 13 de outubro de 2003 incluiu-se também a comuna de Badesi, desanexada da província de Sassari.
Foi eliminado com a lei regional n. 2 de 4 de fevereiro de 2016.
Geografia física

O território de Ólbia-Tempio incluía a parte histórica da distrito de Gallura, anexada, depois 2016, pela província de Sassari.